# Joaquim Ribeiro de Faria Guimarães
Joaquim Ribeiro de Faria Guimarães (1807-1879), mais conhecido como Faria Guimarães, foi um importante empresário, dirigente associativo e político oitocentista do Porto, Portugal.
Foi fundador da célebre Fundição do Bolhão, da Fábrica de Lanifícios de Lordelo e da Tipografia Faria Guimarães. 
Foi o primeiro Presidente da Direção da Associação Industrial Portuense, hoje chamada Associação Empresarial de Portugal. Foi igualmente fundador, membro da Direção e, mais tarde, Presidente da Associação Comercial do Porto.
Enquanto político, foi Vereador e Vice-Presidente da Câmara Municipal do Porto, bem como Deputado às Cortes.

## Biografia
Nasceu a 13 de janeiro de 1807 em Santa Eulália (Vizela), hoje uma freguesia do concelho de Vizela mas então integrada no concelho de Lousada com a denominação de Santa Eulália de Barrosas. 
Casou com D. Germana Rosa da Silva, que havia sido casada em primeiras núpcias com João José da Costa Basto, falecido poucos anos após o casamento. D. Germana tinha dois filhos desse primeiro casamento (João José e António) que, na prática, foram criados por Faria Guimarães como filhos. Joaquim Faria Guimarães e Germana da Silva viriam a ter uma filha – Maria da Glória Ribeiro de Faria Guimarães. 
Era tio-avô de Armindo de Freitas Ribeiro de Faria.

Faria Guimarães foi jovem para o Porto, onde se estabeleceu como comerciante. Alinhou com os liberais durante a Guerra Civil Portuguesa, alistando-se no Batalhão de Voluntários, foi preso e deu entrada na Cadeia da Relação do Porto a 6 de julho de 1828. Será libertado pouco tempo depois. Em 1932 volta a alistar-se no exército liberal.
Com o triunfo do liberalismo, apoia o setembrismo. Será de novo preso, desta vez pelos cartistas de Costa Cabral, em 1845, sendo libertado com a revolta da “Maria da Fonte”, que põe fim ao primeiro consulado de Cabral.
Entretanto, dedica-se cada vez mais às suas atividades empresariais. Homem da indústria e dos negócios, foi muito ativo nesses domínios. 
Em 1847 foi cofundador, com um irmão seu e com Vitorino Damásio, da Fundição do Bolhão, no Porto, “que se notabilizou em obras artísticas, tendo sido os seus fundadores […] dos maiores paladinos da industrialização em Portugal”.
Joaquim Ribeiro de Faria Guimarães assumiu a liderança da fábrica desde o início, mantendo-se nesse cargo até 1865. Em 1855 obtiveram menção honrosa com obras de ferro fundido que apresentaram na Exposição Universal de Paris.
Também na década de 1840 estabeleceu uma tipografia onde se fazia a impressão de vários periódicos (O Athleta, A Coallisão e O Nacional) e de muitos livros. 
Foi igualmente fundador, em 1857, da importante Fábrica de Lanifícios de Lordelo (Porto). 
Entre 1852 e 1854 foi o primeiro presidente da Associação Industrial Portuense, hoje chamada Associação Empresarial de Portugal. 
Foi sócio da Associação Comercial do Porto, sediada no famoso Palácio da Bolsa, desde os seus primórdios, sendo Presidente da Direção no biénio de 1869-70. Fez parte de algumas comissões de associados que realizaram estudos sobre a situação económica do país. 
A partir de 1863, foi membro da comissão de associados encarregada de superintender as obras de construção e decoração do Palácio nesse mandato. As obras e respetiva decoração prolongar-se-iam até final do século.
Com o advento da Regeneração, vai moderando as suas posições políticas e acaba por aderir ao Partido Regenerador, retomando uma atividade política mais ativa.
Foi Vereador (várias vezes) da Câmara Municipal do Porto, chegando a ser seu Vice-Presidente. 
Seria eleito Deputado às Cortes em várias legislaturas: 1860-1861, 1861-1864, 1865-1868, 1868-1869, 1870 e 1870-1871. Teve uma “participação activa” no Parlamento , pugnando por diversas causas que lhe eram próximas: a cidade do Porto, as indústrias, o ensino industrial e politécnico, a reforma fiscal e a melhoria das vias de comunicação. 
Faleceu a 2 de abril de 1879, na sua casa na Rua de Fernandes Tomás, nº 358, na freguesia de Santo Ildefonso, na cidade do Porto.   
A sua principal herdeira foi a sua filha, D. Maria da Glória Faria Guimarães. Esta faleceu sem filhos e deixou três testamentos. Neles deixava a sua considerável fortuna a diversas pessoas, incluindo primos e sobrinhos-netos, e a diversas instituições de solidariedade.  
No entanto, a principal herdeira da fortuna, de longe, foi a filha da sua governanta, que segundo testemunhas tratara sempre como sua própria filha. 
Um dos herdeiros (de entre dezenas), que era primo da falecida, impugnou os segundo e terceiro testamentos, alegando que D. Maria da Glória, de idade já avançada, estaria no estado de demente e sem total posse das suas faculdades mentais. Esses dois testamentos eram uma espécie de aditamento ao primeiro testamento e reforçavam a herança da filha da governanta e de outros trabalhadores da casa (motorista, criados, etc.), em prejuízo do quinhão dos familiares. O processo em tribunal causou alarido na cidade do Porto e na região de Vizela, onde tinha muitas propriedades.    
No final, no entanto, o tribunal não deu a demência como provada e os três testamentos foram considerados válidos.
Dois anos depois da morte de Faria Guimarães, a Câmara Municipal do Porto decide atribuir o seu nome àquela que virá a ser uma das principais ruas do Porto, unindo o centro da cidade à periferia, por deliberação camarária de 7 de julho de 1881. 
Já no século XXI o seu nome batizou igualmente uma estação de Metro na referida rua.